# Lulach al Scoției
Lulach mac Gille Coemgáin (n. 1030, Moray, Scoția, Regatul Unit – d. 17 martie 1058, Aberdeenshire, Scoția, Regatul Unit), cunoscut sub numele de Cel Ghinionist, a fost regele Scoției între 15 august 1057 și 17 martie 1058.
Pare să fi fost un rege slab, așa cum sugerează și porecla sa. Cu toate acestea, el a fost primul rege al Scoției căruia i s-au înregistrat detaliile de încoronare, evenimentul având loc în luna august 1057, la Scone.
Lulach a fost fiul lui Gruoch al Scoției, din prima căsătorie cu Gille Coemgáin, și fiul vitreg a lui Macbeth. După moartea lui Macbeth din 1057, urmașii regelui l-au plasat pe Lulach pe tronul Scoției. Acesta a domnit doar pentru câteva luni înainte să fie asasinat de Malcolm al III-lea.